# Гало

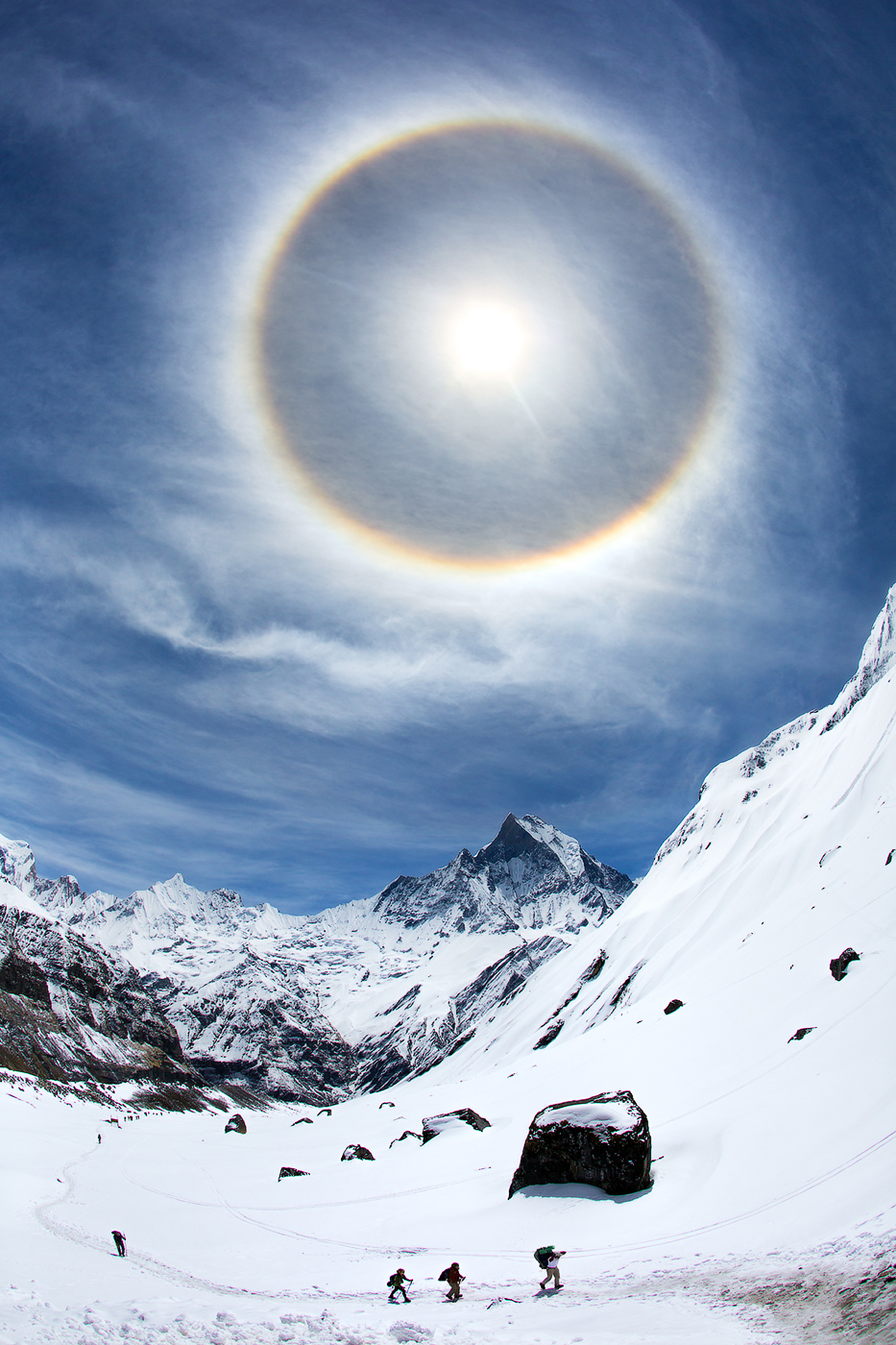
Классическое 22-градусное гало вокруг Солнца в Гималаях (Непал)

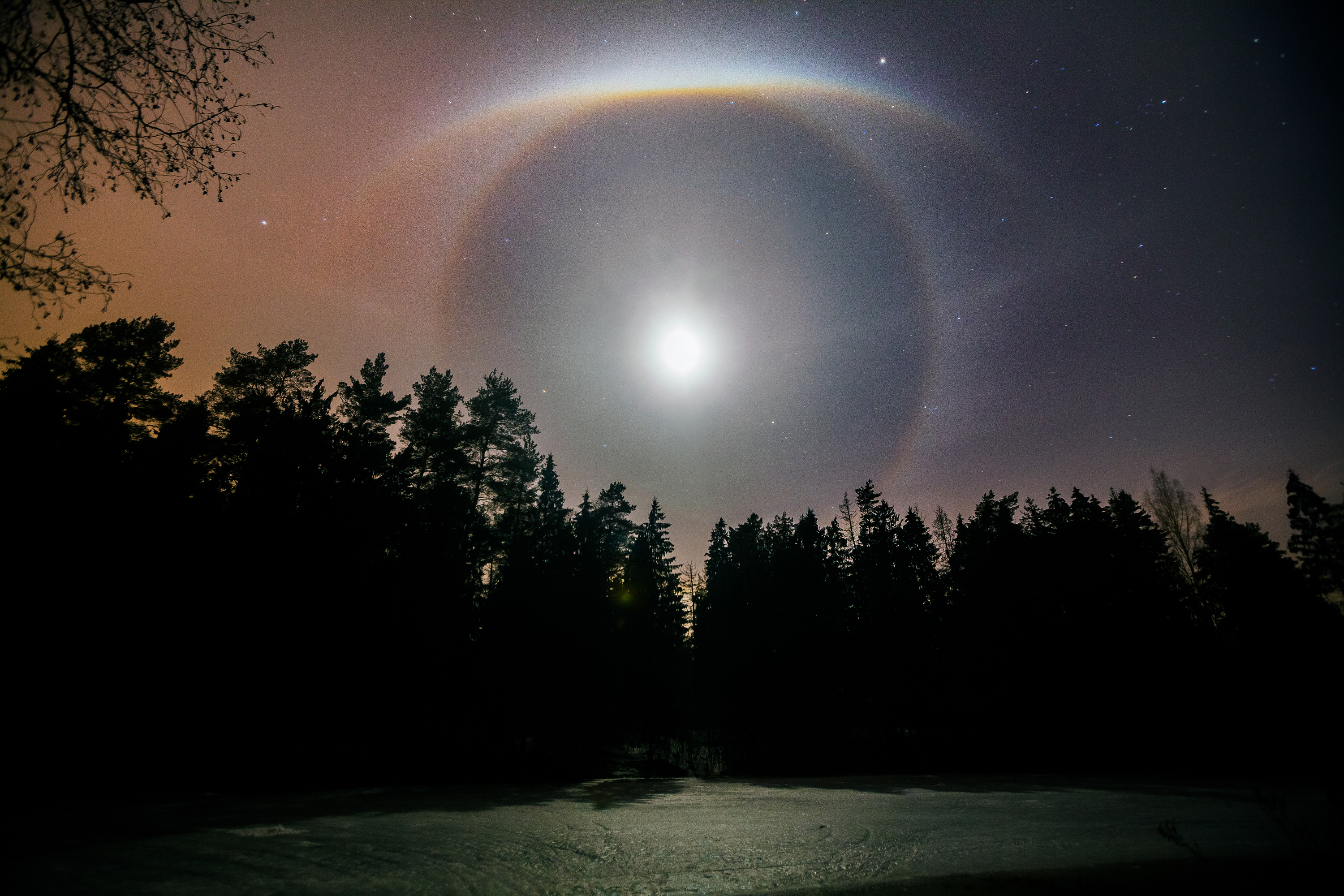
Лунное гало

Гало́ (от др.-греч. ἅλως «круг, диск»); также а́ура, нимб, орео́л — группа атмосферных оптических явлений, характеризуемая возникновением вторичного свечения вокруг источника света, как правило, имеющее форму круга, кольца, дуги, светового столба или «алмазной пыли».

## Физика явления
Гало обычно появляется вокруг Солнца или Луны, иногда вокруг других мощных источников света, таких как уличные огни. Существует множество типов гало, но все они вызваны преимущественно ледяными кристаллами в перистых облаках в верхних слоях тропосферы на высоте 5—10 км.
Вид гало зависит от формы и расположения кристаллов. Отражённый и преломлённый ледяными кристаллами свет нередко разлагается в спектр, что делает гало похожим на радугу. Наиболее яркими и полноцветными бывают паргелии и зенитная дуга, менее яркими — касательные малого и большого гало.
В тусклом лунном гало глаз не различает цветов, что связано с особенностями сумеречного зрения.
Иногда, в морозную погоду, возможно появление гало, образуемое кристаллами льда, взвешенными в атмосфере близко к земной поверхности. В этом случае гало напоминают сияющие драгоценные камни (так называемая «алмазная пыль»), а нижняя часть гало может быть видна на фоне окружающего пейзажа, если Солнце находится достаточно низко над горизонтом.

### 22-градусный круг
Наиболее часто видимое гало. В малом 22-градусном гало различима только часть цветов спектра (от красного до жёлтого), остальная часть выглядит белой из-за многократного смешения преломленных лучей. Паргелический круг и ряд других дуг гало почти всегда белые. Следует отличать гало от венцов. Последние имеют меньший угловой размер (до 5°) и объясняются дифракционным рассеянием лучей источника света на водяных каплях, образующих облако или туман.

### Касательные дуги 22-градусного круга
Дуги, окрашенные в радужные цвета, появляются над или под светилом, касаясь 22-градусного круга. При низком положении светила вытягиваются концами кверху. По мере увеличения высоты приближаются к кругу. При 45-градусной высоте концы дуг смыкаются и образуют овал.

### 46-градусный круг
Интересна особенность большого 46-градусного гало — оно тусклое и малоцветное, в то время как почти совпадающая с ним при малой высоте Солнца над горизонтом верхняя касательная дуга имеет выраженные радужные цвета, с особенно ярким зелёным. Появление этого круга обычно происходит в очень тонком и равномерном слое облаков.

### Околозенитная дуга
Почти всегда появляется вместе с 46-градусным кругом, касаясь его верхней части своей выпуклой стороной. Цвета ярко выражены, напоминает собой радугу. Редко бывают касательные нижней части 46-градусного круга, которые располагаются по обеим сторонам светила.

### Зенитная дуга

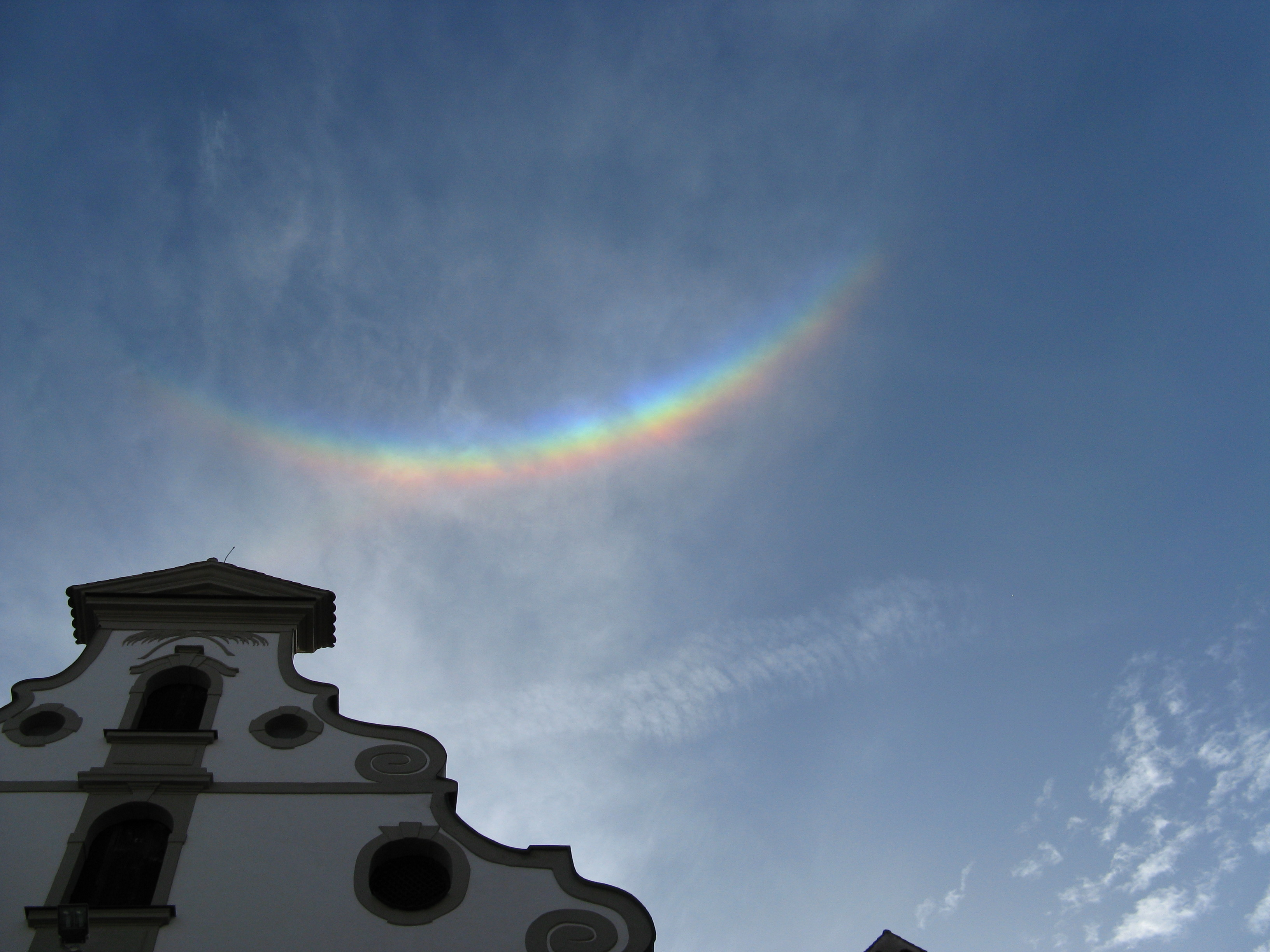
Зенитная дуга в Фюссене

Один из видов гало, который часто называют перевёрнутой радугой. Обычно наблюдается, когда на небе есть перистые облака.

### Паргелический круг
Совершенно лишен радужной окраски, имеет чистый белый цвет. Располагается параллельно горизонту и проходит через светило. Иногда вместе с ним наблюдаются и столбы. В таких случаях около светила образуется крест, что часто вызывает суеверные представления о «крестных знамениях».

### Редкие формы гало
- Антелий — светлое, довольно размытое белое пятно, расположенное на месте паргелического круга, в противоположной светилу стороне.
- Парантелии — пятна как антелии, появляющиеся в паргелическом круге на расстоянии 120 градусов от светила по обеим от него сторонам.
- Антелические дуги — дуги, обычно белые, проходящие к небу от антелия к светилу, по обеим сторонам от зенита, на некотором расстоянии от него
- Дуга Парри — расположена между верхними концами касательной 22-градусного круга и имеет радужную окраску[3]

## История
Одно из самых ранних и подробных описаний гало встречается в Лаврентьевской летописи под 1104 годом, где говорится о солнечном гало с двумя ложными солнцами и таким редким явлением как касательная дуга, и вдобавок о подобном же лунном гало, наблюдавшихся три дня днём и ночью соответственно (описание этого гало с иллюстрацией также помещено в казанский Лицевой летописец о небесных явлениях начала XVII в.):
Стояло солнце в круге, а по середине круга крест, а по середине креста солнце, а вне круга по обе стороны два солнца, а над солнцем вне круга дуга рогами на север; такое же знамение было и в луне, такого же точно вида, в течение трех дней 4, 5 и 6 февраля, днем в солнце, а ночью в луне, три ночи nодряд.
В старину разнообразным гало, как и другим небесным явлениям, приписывалось мистическое значение предзнаменований (как правило, дурных, особенно если гало принимало крестообразную форму, которая трактовалась как крест или меч, или появлялись двойники светила), чему известно множество летописных свидетельств.
Например, в 1551 году после длительной осады войсками императора Карла V немецкого города Магдебурга в небе над городом появилось гало с ложными солнцами. Это вызвало переполох среди осаждавших. Поскольку гало было воспринято как небесное знамение в защиту осаждённых, Карл V приказал снять осаду города.
В те времена, когда метеорологии не существовало, гало и подобные ему оптические явления использовались для предсказания погоды. Например, русские народные приметы говорят, что появление вокруг луны подобных светлых колец, дуг, пятен, столбов — к дождю, а чувашские — к похолоданию (обычно — зимой).
Крупный вклад в изучение и систематизацию гало внёс голландский астроном Марсел Миннарт.

## Техника наблюдения и фотосъёмки гало
При наблюдении гало необходимо закрывать солнце каким-либо предметом или хотя бы рукой, чтобы не повредить глаза (в большинстве случаев при фотосъёмке также целесообразно закрывать солнце). Желательны тёмные очки, поскольку отдельные элементы гало бывают ослепительно яркими. Любой фотоаппарат снимет гало при любых настройках, но из-за яркости получаются плохо заснятые детали (чаще всего бывают переэкспонированы солнечные столбы и паргелии).

## Солнечный столб

Схема образования световых столбов при отражении света от горизонтальных поверхностей ледяных кристалликов в воздухе

Световой, или солнечный столб — один из наиболее часто наблюдающихся видов гало, вертикальная полоса света, тянущаяся от Солнца во время заката или восхода (либо от наземного источника света, например фонаря, ночью). Явление вызывается шестиугольными плоскими либо столбовидными ледяными кристаллами, ориентированными в воздухе более или менее упорядоченно. Плоские кристаллики могут вызывать солнечные столбы, если Солнце находится не выше 6° над горизонтом, а столбовидные — даже при 20°. Вид светового столба (в частности, ширина) зависит от степени упорядоченности ориентации кристаллов, поэтому одним из условий наблюдения является штиль или слабый ветер — при сильном ветре турбулентность нарушает преимущественно горизонтальное расположение кристалликов.

## В культуре
В романе Григория Адамова «Изгнание владыки» (1946) так описывается гало в Арктике:

Но настоящее солнце не сразу можно было найти среди хоровода его радужных подобий, блиставших на небосклоне. Настоящее солнце концентрически окружали два радужных кольца: одно, поуже, — внутреннее, другое, более широкое, — внешнее. Обращенные к солнцу стороны колец были окрашены в густой красный цвет, который постепенно и нежно сменялся всеми красками спектра до голубоватого, незаметно сливавшегося с небом. Две белые полосы крестом пересекали и солнце и радужные кольца вокруг него: одна, с запада, поднималась через солнце к зениту, теряясь в синем небе, другая тоже шла через солнце, параллельно горизонту. Шесть нежно окрашенных во все цвета радуги ложных солнц стояли в точках пересечения белых полос с окружающими настоящее солнце радужными кругами. От каждого ложного солнца тоже отходили небольшие яркорадужные дуги. Радуги, радуги, радуги… Всюду, куда ни бросишь взгляд, видишь перед собой геометрическое сплетение радуг — больших и маленьких, широких, как флаги, и узких, как ленты… Вся западная половина неба была полна такого великолепия и богатства красок, что даже видавший виды Иван Павлович стоял, пораженный этим зрелищем.

## Галерея

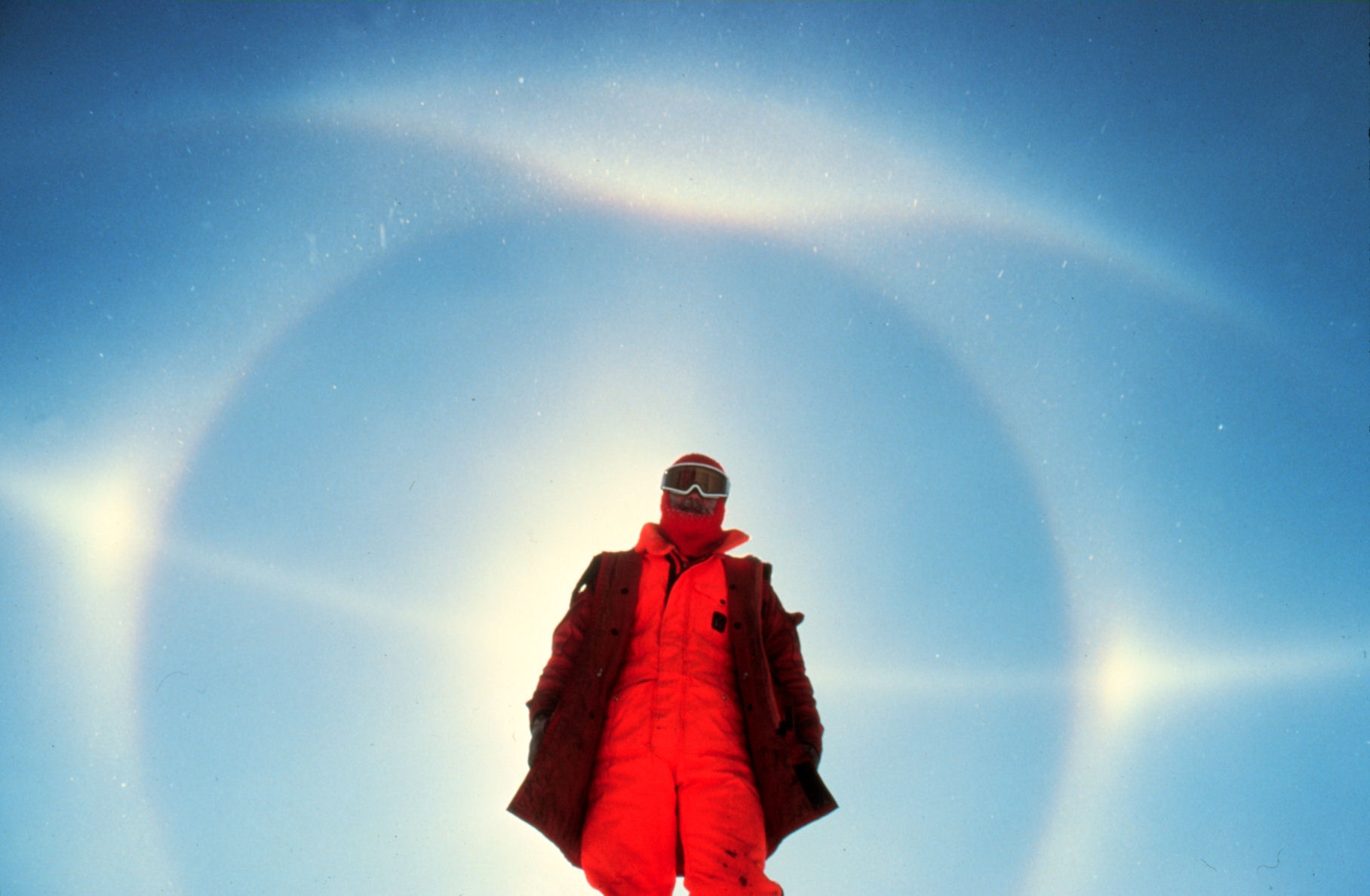
При фотосъёмке гало целесообразно закрывать солнце
Солнечное гало в Архангельске (Россия)
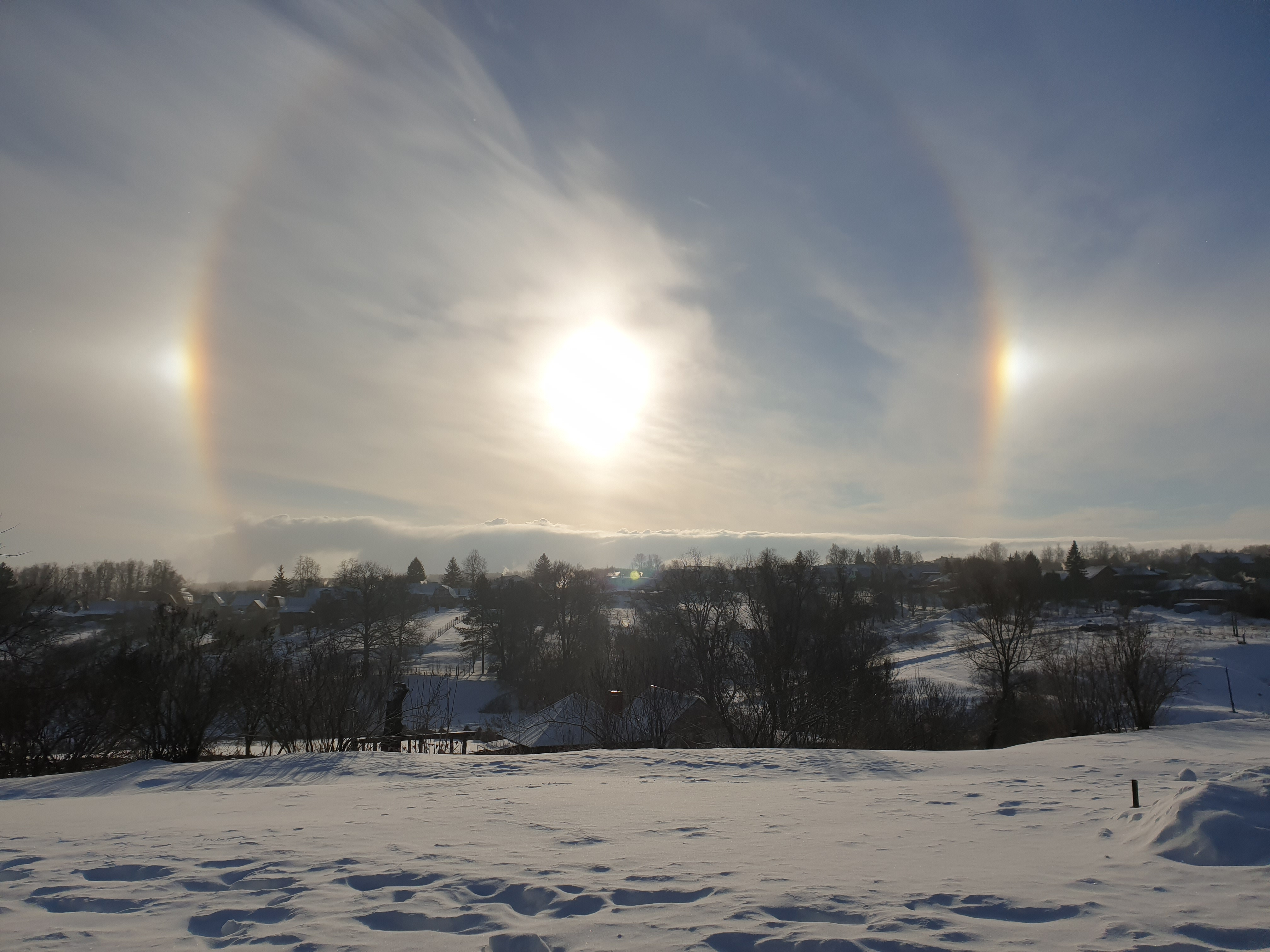
Гало на Ясной Поляне (Россия)
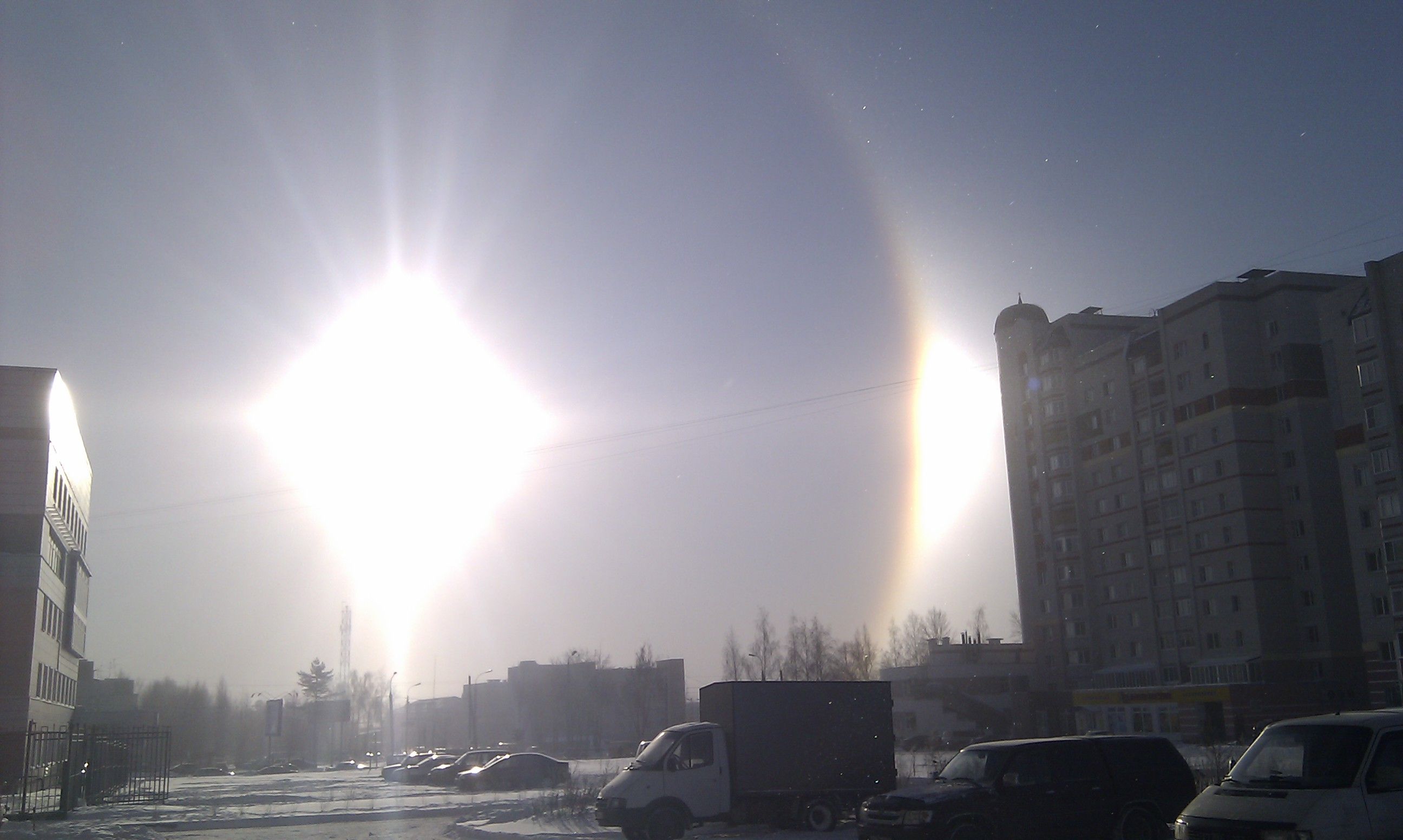
Солнечное гало в Брянске  (Россия)
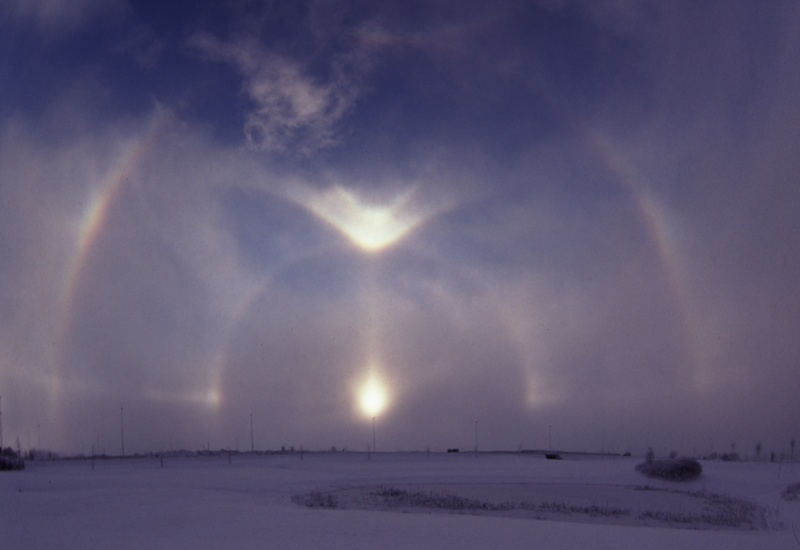
Солнечное гало в Фальчёпинге (Швеция)
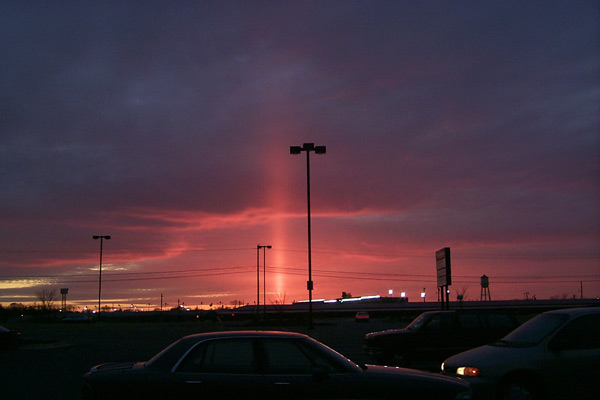
Солнечный столб в Западной Вирджинии
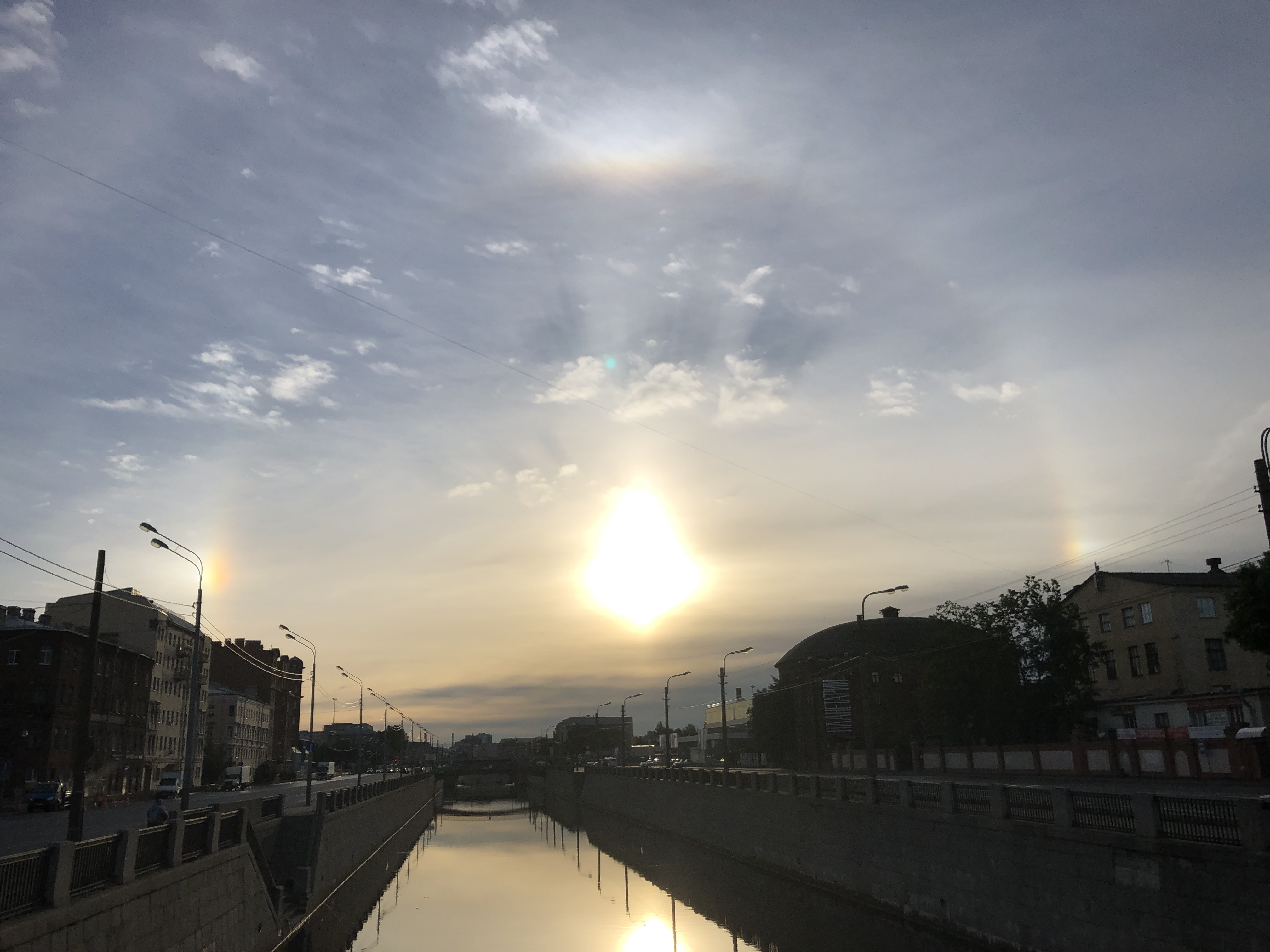
Солнечное гало в Санкт-Петербурге (Россия)